# Clare Greet
Clare Greet (14 de junho de 1871 – 14 de fevereiro de 1939) foi uma atriz de cinema britânica. Ela atuou em 26 filmes mudos entre 1921 e 1939.

## Filmografia selecionada
- The Rotters (1921)
- Number 13 (1922)
- Three Live Ghosts (1922)
- Der Farmer aus Texas (1925)
- The Ring (1927)
- The Manxman (1929)
- Murder! (1930)
- Many Waters (1931)
- Third Time Lucky (1931)
- Lord Camber's Ladies (1932)[2]
- The Sign of Four (1932)
- Lord Babs (1932)
- The Man Who Knew Too Much (1934)
- Sabotage (1936)
- Jamaica Inn (1939)